# Lie Siri
Lie Siri ist eine Höhle in Osttimor. Sie liegt auf einem Hochplateau nah der Küste, auf einer Meereshöhe von 240 m, im Westen des Verwaltungsamtes Baucau (Gemeinde Baucau). Lie Siri wurde aus einer Korallenkalksteinterrasse gewaschen.
In Lie Siri fanden sich diverse Steinwerkzeuge, die auf ein Alter zwischen 7515 ± 110 Jahren calBP und 8088 ± 160 Jahren calBP datiert wurden, sowie Felsmalereien. Sie befinden sich an zwei Stellen tief in der Höhle, es sind sowohl Handabdrücke, als auch Handumrisse in verschiedenen Rottönen. Nur zwei Abdrücke sind gut erhalten.